# Алексеевский, Михаил Дмитриевич
Михаи́л Дми́триевич Алексе́евский (род. 15 февраля 1979, Москва) — российский антрополог, фольклорист. Руководитель Центра городской антропологии КБ Стрелка.

## Биография
Родился и вырос в Москве в семье математиков (отец — Дмитрий Алексеевский, известный специалист по дифференциальной геометрии и теории групп Ли). Впервые поехал в фольклорную экспедицию в Каргопольский район Архангельской области в 1997 году в качестве студенческой практики после окончания первого курса на историко-филологическом факультете Российского государственного гуманитарного университета (РГГУ). В 2001 году закончил обучение на историко-филологическом факультете по отделению «Филология» (научный руководитель — проф. Андрей Мороз). После получения диплома поступил в аспирантуру Центра исторической антропологии им. Марка Блока (РГГУ) и в 2005 году защитил кандидатскую диссертацию «Застолье в обрядах и обрядовом фольклоре Русского Севера (на материале похоронно-поминальных обрядов и причитаний)» (научный руководитель — проф. Андрей Топорков).
С 2005 года научный сотрудник Государственного республиканского центра русского фольклора (ГРЦРФ). В мае 2010 года создал и возглавил отдел современного фольклора в структуре ГРЦРФ. Отдел ежегодно организовывал научную конференцию «Фольклор XXI века» (по результатам первой научной конференции вышел одноимённый сборник научных статей), проводил антропологические полевые исследования в малых городах Владимирской (Муром, Меленки) и Костромской области (Галич, Кологрив, Мантурово, Шарья). В феврале 2014 года отдел был расформирован в связи с перепрофилированием ГРЦРФ, а все сотрудники были уволены.
Начав сотрудничество с Институтом архитектуры, медиа и дизайна «Стрелка» в 2012 года, стал одним из пионеров прикладной городской антропологии в России. В 2014 году стал руководителем Центра городской антропологии КБ Стрелка, осуществляющего разработку и проведение прикладных исследований, направленных на выявление запросов и потребностей различных категорий пользователей городской среды.
С 1997 по 2017 годы принял участие в работе более 50 фольклорных и антропологических экспедиций, в том числе как организатор и руководитель некоторых из них. С 2013 года совершает многочисленные поездки по городам России в рамках исследовательских и образовательных проектов КБ Стрелка.
Член научных обществ International Society for Ethnology and Folklore (SIEF) (с 2011 года), The International Society for Contemporary Legend Research (с 2012 года), The Society for Applied Anthropology (с 2014 года).
В статусе внештатного преподавателя читает курсы лекций по городской антропологии и прикладным социокультурным исследованиям в Московской высшей школе социальных и экономических наук (с 2019 года), в Тюменском государственном университете (с 2022 года), в Новгородском государственном университете им. Ярослава Мудрого (с 2022 года). Член редколлегии научного журнала "Фольклор и антропология города" (с 2018 года). 

## Научные интересы
Автор примерно 100 научных публикациях. Первоначально занимался преимущественно темами, связанными с русским крестьянским фольклором и обрядовой культурой, особое внимание уделяя застольным практикам и похоронным причитаниям, которым было посвящено его диссертационное исследование.
В середине 2000-х годов начинает больше активно заниматься исследованием современного городского фольклора. Среди тем, которым посвящены научные работы этого времени, выделяются современные городские легенды, различные формы интернет-фольклора, постсоветские политические анекдоты. Значительный общественный интерес вызвало его исследование по антропологии чтения в постсоветской России, проведенное в 2013—2014 гг.
В 2010-е гг. Михаил Алексеевский постепенно отходит от изучения фольклора, больше внимания уделяя проблемам, касающимся более широких вопросов городской антропологии. В свободное от научных занятий время активно занимается популяризацией гуманитарного знания, в частности записывает видеолекции для проекта ПостНаука. В декабре 2018 года на просветительском проекте «Радио Arzamas» вышел курс лекций Михаила Алексеевского про современный фольклор «Зачем нужны мемы, страшилки и анекдоты»